# P. J. Byrne
Paul Jeffrey Byrne (New Jersey, 1974. december 15.–) amerikai színész.
Legismertebb szerepe Nicky Koskoff A Wall Street farkasa (2013) című életrajzi filmben. A Nickelodeon Korra legendája (2012–2014) című animációs sorozatában a főszereplő Bolin hangját kölcsönözte.

## Fiatalkora
A New Jersey-i Maplewoodban született, Emma N. és Paul I. Byrne Jr. gyermekeként. Old Tappanben nőtt fel, ahol a Northern Valley Regional High School at Old Tappan diákja volt. 1992-ben érettségizett.
Eredetileg bankárnak készült, de egy tanára meggyőzte arról, hogy a színészettel foglalkozzon.

## Pályafutása
Byrne kis szerepekben kezdte karrierjét olyan filmekben, mint A minden6ó, a Dick és Jane trükkjei és a Mert azt mondtam. Vendégszerepeket kapott olyan televíziós sorozatokban, mint a Vészhelyzet, Az elnök emberei, a Reno 911! – Zsaruk bevetésen és az NCIS. Visszatérő szerepet játszott a The Game epizódjaiban.
További filmjei közé tartozik a Gyógyegér vacsorára, az Eszeveszett küzdelem, a Képtelen kampány és a Förtelmes főnökök. A bevételi és kritikai szempontból sikeres 2011-es Végső állomás 5. egyik főszereplője volt.
2012 elejétől 2014 végéig Bolin eredeti hangját kölcsönözte a Nickelodeon-on játszott Korra legendájában.
2013-ban megjelent Martin Scorsese A Wall Street farkasa című rendezésében. A következő évben az Intelligence – A jövő ügynöke televíziós sorozatban szerepelt. 2018-ban csatlakozott a Dwayne Johnson főszereplésével készült Rampage – Tombolás című film szereplőgárdájához.

## Magánélete
Feleségével, Jaime-vel Los Angelesben él. Három gyermekük született, két lány és egy fiú.

## Filmográfia

### Film
| Év   | Magyar cím                       | Eredeti cím                               | Szerep                    | Magyar hang       | Rendező                    |
| ---- | -------------------------------- | ----------------------------------------- | ------------------------- | ----------------- | -------------------------- |
| 2003 | A minden6ó                       | Bruce Almighty                            | pánikoló alkalmazott      |                   | Tom Shadyac                |
| 2005 | Dick és Jane trükkjei            | Fun with Dick and Jane                    | nevető vezetőségi tag     |                   | Dean Parisot               |
| 2005 | Földre szállt boszorkány         | Bewitched                                 | írnok                     |                   | Nora Ephron                |
| 2007 | Charlie Wilson háborúja          | Charlie Wilson's War                      | Jim Van Wagenen           | Láng Balázs       |                            |
| 2007 | Evan, a minden6ó                 | Evan Almighty                             | Evan munkatársa           |                   | Mike Nichols               |
| 2007 |                                  | Loveless in Los Angeles                   | Perry                     |                   | Archie Gips                |
| 2007 | Mert azt mondtam                 | Because I Said So                         | fényképész                |                   | Michael Lehmann            |
| 2008 | Tekerd vissza, haver!            | Be Kind Rewind                            | Mr. Baker                 | Magyar Bálint     | Michel Gondry              |
| 2008 | Első vasárnap                    | First Sunday                              | helyettes kerületi ügyész |                   | David E. Talbert           |
| 2008 | Csókos unokatesók                | Kissing Cousins                           | Tucker                    | Holl Nándor       | Amyn Kaderali              |
| 2008 | Hullámok ördöge                  | Surfer, Dude                              | Zarno ügyvédje            |                   | S.R. Bindler               |
| 2008 | A tuti duó                       | Soul Men                                  | Floyd orvosa              |                   | Malcolm D. Lee             |
| 2009 | Az öröm nyomában                 | Finding Bliss                             | Gary                      |                   | Julie Davis                |
| 2010 | Gyógyegér vacsorára              | Dinner for Schmucks                       | Davenport                 | Elek Ferenc       | Jay Roach (1)              |
| 2010 | Eszeveszett küzdelem             | Extraordinary Measures                    | Dr. Preston               | Elek Ferenc       | Tom Vaughan                |
| 2011 |                                  | Son of Morning                            | Mitchel Zangwell          |                   | Yaniv Raz                  |
| 2011 | Förtelmes főnökök                | Horrible Bosses                           | Kenny Sommerfield         | Elek Ferenc       | Seth Gordon                |
| 2011 | Végső állomás 5.                 | Final Destination 5                       | Isaac Palmer              | Fesztbaum Béla    | Steven Quale               |
| 2011 |                                  | Absolute Killers                          | Perry                     |                   | Heather Hale               |
| 2012 | Képtelen kampány                 | The Campaign                              | Rick                      | Elek Ferenc       | Jay Roach (2)              |
| 2012 |                                  | K-11                                      | C.R.                      |                   | Jules Stewart              |
| 2013 | A Wall Street farkasa            | The Wolf of Wall Street                   | Nicky Koskoff             | Kovács Lehel      | Martin Scorsese            |
| 2014 | Másnaposok szerencséje           | Walk of Shame                             | Moshe                     | Csőre Gábor       | Steven Brill               |
| 2015 | Az ajándék                       | The Gift                                  | Danny McDonald            | Elek Ferenc       | Joel Edgerton              |
| 2016 |                                  | True Memoirs of an International Assassin | Trent                     |                   | Jeff Wadlow                |
| 2017 |                                  | Eloise                                    | Scott Carter              |                   | Robert Legato              |
| 2017 |                                  | The Clapper                               | Mr. Caldwell              |                   | Dito Montiel               |
| 2017 | Újra otthon                      | Home Again                                | Paul                      | Karácsonyi Zoltán | Hallie Meyers-Shyer        |
| 2018 | A párizsi vonat                  | The 15:17 to Paris                        | Mr. Henry                 | Vári Attila       | Clint Eastwood             |
| 2018 | Rampage – Tombolás               | Rampage                                   | Nelson                    | Kovács Lehel      | Brad Peyton                |
| 2018 | Zöld könyv – Útmutató az élethez | Green Book                                | lemezkiadó igazgatója     | Galbenisz Tomasz  | Peter Farrelly             |
| 2019 |                                  | The World Without You                     | Amram                     |                   | Damon Shalit               |
| 2019 | Halálod appja                    | Countdown                                 | John atya                 | Elek Ferenc       | Justin Dec                 |
| 2019 | Botrány                          | Bombshell                                 | Neil Cavuto               | Elek Ferenc       | Jay Roach (3)              |
| 2019 |                                  | Mob Town                                  | Vincent Vasisko           |                   | Danny A. Abeckaser         |
| 2022 |                                  | The Moon & Back                           | Mr. Martin                |                   | Leah Bleich                |
| 2022 | Kosárra fel!                     | Somewhere in Queens                       | Ben Pearson               |                   | Ray Romano                 |
| 2022 | A karácsony szellemében          | Spirited                                  | Mr. Alteli                |                   | Sean Anders                |
| 2022 | Babylon                          | Babylon                                   | Max                       | Elek Ferenc       | Damien Chazelle            |
| 2023 | Shazam! Az istenek haragja       | Shazam! Fury of the Gods                  | Dr. Dario Bava            | Elek Ferenc       | David F. Sandberg          |
| 2023 | Scooby-Doo és Krypto!            | Scooby-Doo! and Krypto, Too!              | J.B. (hangja)             |                   | Cecilia Aranovich Hamilton |
| 2024 |                                  | Dear Santa                                | TBA                       |                   | Bobby Farrelly             |
| 2024 | Sehol se otthon                  | A Complete Unknown                        | Harold Leventhal          |                   | James Mangold              |

#### Rövidfilm
| Év   | Cím            | Szerep                    | Megjegyzések              |
| ---- | -------------- | ------------------------- | ------------------------- |
| 2010 | The Candidate  | Paul                      |                           |
| 2011 | New Romance    | PJ                        |                           |
| 2012 | Coffees        | Barry                     |                           |
| 2012 | Last Supper    | nem szerepel              | rendező és író            |
| 2017 | Miyubi         | Peter                     |                           |
| 2024 | Bleu de Chanel | éjszakai show házigazdája | Martin Scorsese rendezése |

### Televízió
| Év        | Magyar cím                    | Eredeti cím                                | Szerep                              | Megjegyzések                              |
| --------- | ----------------------------- | ------------------------------------------ | ----------------------------------- | ----------------------------------------- |
| 2001      | Parti-őrült jogi doki         | Spring Break Lawyer                        | Bill                                | tévéfilm                                  |
| 2002      | Vészhelyzet                   | ER                                         | Ken                                 | 1 epizód                                  |
| 2002      |                               | Presidio Med                               | Dr. Whitby                          | 1 epizód                                  |
| 2002      | A hetedik érzék               | Haunted                                    | John                                | 1 epizód                                  |
| 2003      | Bostoni halottkémek           | Crossing Jordan                            | igazságügyi orvosszakértő           | 1 epizód                                  |
| 2003      | Igen, drágám!                 | Yes, Dear!                                 | AD                                  | 1 epizód                                  |
| 2003      | Mrs. Klinika                  | Strong Medicine                            | Levin                               | 1 epizód                                  |
| 2003–2004 |                               | The Lyon's Den                             | Larry Michaels                      | 1 epizód                                  |
| 2004      | A pokol csúszdája             | Helter Skelter                             | vastag szemüveges férfi             | tévéfilm                                  |
| 2004      |                               | Clubhouse                                  | Bordon                              | 2 epizód                                  |
| 2005      | Az elnök emberei              | The West Wing                              | David Orbitz                        | 1 epizód                                  |
| 2005      |                               | Reunion                                    | Alger                               | 1 epizód                                  |
| 2006      | NCIS                          | NCIS: Naval Criminal Investigative Service | Ross Logan                          | 1 epizód                                  |
| 2006      |                               | Twins                                      | Eric Wiener                         | 1 epizód                                  |
| 2006      |                               | Four Kings                                 | Sheldon Dratch                      | 1 epizód                                  |
| 2006      | Csakazértis csikánó!          | Walkout                                    | tanár lapáttal                      | tévéfilm                                  |
| 2006      | Christine kalandjai           | The New Adventures of Old Christine        | Doug                                | 1 epizód                                  |
| 2006      | Reno 911! – Zsaruk bevetésen  | Reno 911!                                  | Bruce Padul                         | 1 epizód                                  |
| 2006      |                               | Just Legal                                 | Wayne                               | 1 epizód                                  |
| 2006      | A pasifaló                    | My Boys                                    | Keith Luger                         | 1 epizód                                  |
| 2006–2015 |                               | The Game                                   | Irv                                 | visszatérő szerep (15 epizód)             |
| 2007      | Született feleségek           | Desperate Housewives                       | Nick                                | 1 epizód                                  |
| 2007      | Boston Legal – Jogi játszmák  | Boston Legal                               | Matthew Steinkellner                | 1 epizód                                  |
| 2007      |                               | Viva Laughlin                              | Jonesy                              | 2 epizód                                  |
| 2007      |                               | The ½ Hour News Hour                       | Dr. Harvey Jenkins                  | 1 epizód                                  |
| 2009      | Dr. Csont                     | Bones                                      | Joe Fillion                         | 1 epizód                                  |
| 2009      | Minden lében négy kanál       | Burn Notice                                | Stacey Conolly                      | 1 epizód                                  |
| 2009      | Felhőtlen Philadelphia        | It's Always Sunny in Philadelphia          | Tad                                 | 1 epizód                                  |
| 2009      | Három folyam                  | Three Rivers                               | Dale Coffey                         | 1 epizód                                  |
| 2009      | Hannah Montana                | Hannah Montana                             | Baz B. Berkley                      | 2 epizód                                  |
| 2010      |                               | Our Show                                   | Evan                                | tévéfilm                                  |
| 2011      | Castle                        | Castle                                     | Tony                                | 1 epizód                                  |
| 2011      | A mentalista                  | The Mentalist                              | Kieran Carruthers                   | 1 epizód                                  |
| 2011      | Dühös fiúk                    | Angry Boys                                 | kövér fiú                           | minisorozat (1 epizód)                    |
| 2012      |                               | Are You There, Chelsea?                    | Elliot                              | 2 epizód                                  |
| 2012      |                               | Untitled Martin Lawrence Project           | Kip                                 | tévéfilm                                  |
| 2012–2014 | Korra legendája               | The Legend of Korra                        | Bolin (hangja)                      | főszereplő (47 epizód)                    |
| 2014      | Intelligence – A jövő ügynöke | Intelligence                               | Nelson Cassidy                      | főszereplő (13 epizód)                    |
| 2015      |                               | Being Mary Jane                            | Arthur Holzman                      | 2 epizód                                  |
| 2016      | Bakelit                       | Vinyl                                      | Scott Levitt                        | 10 epizód                                 |
| 2016      | Rejtjelek                     | Blindspot                                  | Douglas Winter                      | 1 epizód                                  |
| 2017      |                               | Justice League Action                      | Ronnie Raymond / Firestorm (hangja) | 8 epizód                                  |
| 2017      |                               | Justice League Action Shorts               | Ronnie Raymond / Firestorm (hangja) | 3 epizód                                  |
| 2017–2018 | Szénné égek idefent           | I'm Dying Up Here                          | Kenny Vessey                        | 7 epizód                                  |
| 2017–2019 | Hatalmas kis hazugságok       | Big Little Lies                            | Warren Nippal igazgató              | - 9 epizód - magyar hangja: - Vida Péter  |
| 2018      |                               | Tremors                                    | Melvin Plug                         | tévéfilm                                  |
| 2018–2019 | Fekete Villám                 | Black Lightning                            | Mike Lowry igazgató                 | 5 epizód                                  |
| 2019      | Feketék fehéren               | Black-ish                                  | Mr. Solomon                         | 1 epizód                                  |
| 2019      | Dinasztiák                    | Dynasty                                    | Stuart                              | 2 epizód                                  |
| 2019      |                               | Lodge 49                                   | Dag                                 | 1 epizód                                  |
| 2020–2021 | Bírónő, kérem!                | All Rise                                   | Futrell esküdt                      | 2 epizód                                  |
| 2020–     | A Fiúk                        | The Boys                                   | Adam Bourke                         | 5 epizód                                  |
| 2021      | Ők                            | Them                                       | Stuart Berks                        | 3 epizód                                  |
| 2021      | Én még sosem...               | Never Have I Ever                          | Evan                                | 6 epizód                                  |
| 2021      |                               | DC Super Hero Girls                        | Maxwell Lord (hangja)               | 1 epizód                                  |
| 2021      | Cobra Kai                     | Cobra Kai                                  | Greg Hughes                         | 1 epizód                                  |
| 2021–2023 | Kísértetek                    | Ghosts                                     | Dan Herbst                          | 1 epizód                                  |
| 2021–2023 | Kísértetek                    | Ghosts                                     | ügyvéd                              | - 1 epizód - magyar hangja: - Seder Gábor |
| 2022      | Üvöltés                       | Roar                                       | Rodney                              | 1 epizód                                  |
| 2022      |                               | Irreverent                                 | Mackenzie Boyd                      | 10 epizód                                 |
| 2023      | Tini titánok, harcra fel!     | Teen Titans Go!                            | A Villám (hangja)                   | 1 epizód                                  |
| 2023      | Áldozati bárány               | Captain Fall                               | további hangok                      | 1 epizód                                  |
| 2023      | V generáció                   | Gen V                                      | Adam Bourke                         | 2 epizód                                  |
| 2023      |                               | Quantum Leap                               | Enock Abrams                        | 1 epizód                                  |
| 2024      | A nagy szivar                 | The Big Cigar                              | Steve Blauner                       | minisorozat (6 epizód)                    |

### Videóklipek
| Év   | Előadó       | Cím           |
| ---- | ------------ | ------------- |
| 2011 | Miles Fisher | "New Romance" |

### Videójátékok
| Év   | Cím                 | Szerep         |
| ---- | ------------------- | -------------- |
| 2014 | The Legend of Korra | Bolin (hangja) |